# Heterabraxas pardaria
Heterabraxas pardaria là một loài bướm đêm trong họ Geometridae.